# 次妃郭氏
次妃郭氏（じひ かくし、生没年不詳）は、五代後梁の第3代皇帝朱友貞の妃。父は登州刺史であった郭帰厚である。
美貌により選ばれて後宮に入った。後梁が滅亡すると、朱友貞は控鶴都将（侍衛軍の将校）の皇甫麟に介錯させ、自決して果てた。郭妃は後唐の荘宗李存勗によって召された。その後出家し、法名を誓正として洛陽に居を構えた。
938年、右衛将軍安崇阮と共に、朱友貞の首級が埋葬された。その後、洛陽に円寂した。

## 新五代史の記述
『新五代史』（巻十三 梁家人伝第一）
次妃郭氏。父帰厚、事梁為登州刺史。妃少以色進。梁亡、唐荘宗入汴，梁故妃妾皆號泣迎拜。賀王友雍妃石氏有色、荘宗召之。石氏慢罵、荘宗殺之。次以召妃、妃懼而聽命。已而度為尼、賜名誓正、居于洛陽。
初、荘宗之入汴也、末帝登建國樓，謂控鶴指揮使皇甫麟曰：「吾、晋世讎也、不可俟彼刀鋸。卿可盡我命、無使我落讎人之手。」麟與帝相持慟哭、是夕、進刃於帝，麟亦自剄。荘宗入汴、命河南張全義葬其尸、藏其首於太社。晋天福三年、詔太社先藏罪人首級許親屬收葬。乃出末帝首、遣右衛將軍安崇阮與妃同葬之。妃卒洛陽。